# Vietnamosasa
Vietnamosasa is een geslacht van de tribus Bambuseae uit de grassenfamilie (Poaceae). De soorten van dit geslacht komen voor in tropisch Azië.

## Soorten
Van het geslacht zijn de volgende soorten bekend: 
- Vietnamosasa ciliata
- Vietnamosasa darlacensis
- Vietnamosasa pusilla